# Ghilarza
Ghilarza o, cooficialmente y en la variante local del idioma sardo, Ghilartzi, es un municipio situado en el territorio de la Provincia de Oristano, en Cerdeña (Italia).

## Demografía
| Gráfica de evolución demográfica de Ghilarza entre 1861 y 2001 |
|                                                                |
| Fuente ISTAT - elaboración gráfica de Wikipedia                |